# Joseph-Arthème Fayard
Pour les articles homonymes, voir Fayard.
Joseph Arthème Fayard, né le 7 mai 1866 à Saint-Germain-l'Herm et mort le 20 novembre 1936 dans le 16e arrondissement de Paris, est un éditeur français, qui développa la Librairie Arthème Fayard.

## Biographie
Joseph Arthème Fayard est le fils aîné de Louise Berthier (1845-1909) et du journaliste et éditeur Jean-François Lemerle dit Arthème Fayard (1836-1895), fondateur sous le Second Empire, de la maison d'édition, la Librairie Arthème Fayard.
En 1894, Arthème fils reprend la maison de son père, qui se consacrait surtout à l'édition de littérature populaire. Il lui donne une nouvelle orientation dont le ton avait été donné par l'édition des œuvres complètes d'Alphonse Daudet, en raison de l'amitié entre Arthème fils et Léon Daudet. Décidé à publier des auteurs célèbres de son temps, Fayard se met à éditer Maurice Barrès, Paul Bourget ou Marcel Prévost.
Cette nouvelle ligne éditoriale lui vaut un succès considérable et il décide de se lancer dans l'édition de romans feuilletons, comme ceux, par exemple, qui paraissent alors dans Le Petit Journal. Il publie ainsi la Porteuse de pain de Xavier de Montépin, des romans de Paul Féval ou de Michel Zévaco. Son plus grand succès reste la série des Fantômas, de Pierre Souvestre et Marcel Allain, illustré par Gino Starace, qui dépassa les 5 millions d'exemplaires. Il lance par ailleurs un nombre important de périodiques illustrés qui proposent de courts romans et des nouvelles.
Après avoir dirigé la rédaction du quotidien l'Excelsior où il avait été nommé par Paul Dupuy, il fonde, au début des années 1920, une nouvelle collection, les « Grandes Études historiques », dirigée par l'historien Pierre Gaxotte. Cette série est inaugurée par L'Histoire de France de Jacques Bainville, historien royaliste et cofondateur de l'Action française. Le catalogue de cette série, qui publie des auteurs appartenant surtout à la droite nationaliste, sera considérable. Plus petite sera la collection les « Grandes Études politiques et sociales » éditant Charles Maurras.
Le 3 février 1922, il est nommé officier de la Légion d'honneur.
En 1924, Fayard élargit ses activités et lance l'hebdomadaire littéraire et politique Candide.
Très ancrés à droite, les journalistes et collaborateurs de ses magazines et revues étaient pour la plupart issus de l'Action française de Charles Maurras. Fin 1930, il lance l'hebdomadaire d’extrême droite Je suis partout, que Pierre Gaxotte dirige jusqu'en 1937.
Durant les années 1930, Fayard contribue à lancer le romancier Georges Simenon.
Après sa mort en 1936, son fils Jean Fayard lui succède à la tête de l'entreprise et revend dans la foulée Je suis partout.